# Список глав правительства Тринидада и Тобаго
Список глав правительства Тринидада и Тобаго включает в себя руководителей правительства Тринидада и Тобаго со времени создания в стране в 1950 году правительственного кабинета. В настоящее время правительство возглавляет премье́р-мини́стр Респу́блики Тринида́д и Тоба́го (англ. Prime Minister of the Republic of Trinidad and Tobago), чьё положение в системе государственной власти определяет конституция, принятая 24 марта и вступившая в силу 1 августа 1976 года. Глава правительства является лидером партии, имеющей большинство в Палате представителей двухпалатного парламента. Палата состоит из 41 депутатов, избираемых на срок 5 лет прямыми выборами по одномандатным округам; этим электоральным периодом определяется срок полномочий правительства, ограничений для повторного формирования кабинета при сохранении парламентского большинства не установлено.
Первоначально во главе кабинета стоял руководитель государственных дел, позже — главный министр (), с приобретением коронной колонией самоуправления в 1959 году главой правительства стал премьер Тринидада и Тобаго (), с провозглашением независимости в 1962 году — премьер-министр (), а с 1976 года — премьер-министр республики ().
Применённая в первом столбце таблиц нумерация является условной. Также условным является использование в первых столбцах цветовой заливки, служащей для упрощения восприятия принадлежности лиц к различным политическим силам без необходимости обращения к столбцу, отражающему партийную принадлежность. В столбце «Выборы» отражены состоявшиеся выборные процедуры, сформировавшие состав парламента, поддерживающий главу правительства.

## Главы кабинета (колония, 1950—1959)

Флаг (1889—1958)

Руководитель государственных дел (англ. Leader of Government Business), с 1956 года — Главный министр Тринидада и Тобаго (англ. Chief Minister of Trinidad and Tobago) — в коронной колонии Великобритании Тринидад и Тобаго — глава правительственного кабинета, имеющего исполнительные полномочия, значительно ограниченные полномочиями лондонского правительства Её Величества, следующими из конституционного обычая.
Пост руководителя государственных дел появился в 1950 году, с созданием при губернаторе владения правительственного кабинета. После состоявшихся 24 сентября 1956 года парламентских выборов кабинет возглавил главный министр.
3 января 1958 года страна вошла в состав Федерации Вест-Индии, столицей которой де-факто стала столица Тринидада и Тобаго Порт-оф-Спейн.
|        | Портрет | Имя (годы жизни)                                               | Полномочия       | Полномочия      | Партия                                  | Выборы | Должность                                                                      | Пр.                  |
| Начало | Портрет | Имя (годы жизни)                                               | Окончание        |                 | Партия                                  | Выборы | Должность                                                                      | Пр.                  |
| ------ | ------- | -------------------------------------------------------------- | ---------------- | --------------- | --------------------------------------- | ------ | ------------------------------------------------------------------------------ | -------------------- |
| 1      |         | Альберт Мария Гомес (1911—1978) англ. Albert Maria Gomes       | 18 сентября 1950 | 28 октября 1956 | Партия прогрессивных политических групп | 1950   | руководитель государственных дел англ. Leader of Government Business           | [ 7 ] [ 8 ] [ 9 ]    |
| 2 (I)  |         | Сэр Эрик Юстас Уильямс (1911—1981) англ. Eric Eustace Williams | 28 октября 1956  | 9 июля 1959     | Народное национальное движение          | 1956   | главный министр Тринидада и Тобаго англ. Chief Minister of Trinidad and Tobago | [ 10 ] [ 11 ] [ 12 ] |

## Премьер (самоуправляемая колония, 1959—1962)

Флаг (1958—1962)

9 июля 1959 года коронная колония Великобритании Тринидад и Тобаго получила самоуправление, к её правительству перешли полномочия по всем вопросам, за исключением внешних сношений и обороны, часть внутренних компетенций предполагалось закрепить за федеральными органами Федерации Вест-Индии, в которую страна входила до её роспуска 31 мая 1962 года.
Главой правительства в этот период являлся Премьер Тринидада и Тобаго (англ. Premier of Trinidad and Tobago), лидер партии, победившей на выборах в Законодательный совет, с 1950 года имеющий статус однопалатного парламента.
|          | Портрет | Имя (годы жизни)                                               | Полномочия  | Полномочия      | Партия                         | Выборы      | Пр.                  |
| Начало   | Портрет | Имя (годы жизни)                                               | Окончание   |                 | Партия                         | Выборы      | Пр.                  |
| -------- | ------- | -------------------------------------------------------------- | ----------- | --------------- | ------------------------------ | ----------- | -------------------- |
| 2 (I—II) |         | Сэр Эрик Юстас Уильямс (1911—1981) англ. Eric Eustace Williams | 9 июля 1959 | 31 августа 1962 | Народное национальное движение | [ комм. 1 ] | [ 10 ] [ 11 ] [ 12 ] |
| 2 (I—II) | 1961    | Сэр Эрик Юстас Уильямс (1911—1981) англ. Eric Eustace Williams | 9 июля 1959 | 31 августа 1962 | Народное национальное движение |             | [ 10 ] [ 11 ] [ 12 ] |

## Премьер-министр (королевство, 1962—1976)

Флаг (с 1962)

Независимость страны была провозглашена 31 августа 1962 года. В структуре независимой монархии премьер-министр Тринидада и Тобаго (англ. Prime Minister of Trinidad and Tobago) являлся главой правительства и обладал исполнительными полномочиями власти монарха, который по всем вопросам тринидадского государства советовался исключительно с министрами правительства Тринидада и Тобаго. Представляющий монарха генерал-губернатор назначался по совету премьер-министра; назначение премьер-министром лица, имеющего наилучшие шансы получить парламентскую поддержку, являлось прерогативой самого генерал-губернатора, а не представляемого им монарха. Титул правящей Королевы Тринидада и Тобаго Елизаветы II менялся; в период с 31 августа до 2 ноября 1962 года он был Елизавета Вторая, Милостью Божьей, Королева Соединённого Королевства Великобритании и Северной Ирландии, и других её королевств и территорий, Глава Содружества, Защитница веры (англ. Elizabeth the Second, by the Grace of God, of the United Kingdom of Great Britain and Northern Ireland and of Her other Realms and Territories Queen, Head of the Commonwealth, Defender of the Faith), затем до 1 августа 1976 года — Елизавета Вторая, Милостью Божьей, Королева Тринидада и Тобаго и других её королевств и территорий, Глава Содружества (англ. Elizabeth the Second, by the Grace of God, Queen of Trinidad and Tobago and of Her other Realms and Territories, Head of the Commonwealth).
|           | Портрет | Имя (годы жизни)                                               | Полномочия      | Полномочия     | Партия                         | Выборы      | Пр.                  |
| Начало    | Портрет | Имя (годы жизни)                                               | Окончание       |                | Партия                         | Выборы      | Пр.                  |
| --------- | ------- | -------------------------------------------------------------- | --------------- | -------------- | ------------------------------ | ----------- | -------------------- |
| 2 (II—IV) |         | Сэр Эрик Юстас Уильямс (1911—1981) англ. Eric Eustace Williams | 31 августа 1962 | 1 августа 1976 | Народное национальное движение | [ комм. 1 ] | [ 10 ] [ 11 ] [ 12 ] |
| 2 (II—IV) | 1966    | Сэр Эрик Юстас Уильямс (1911—1981) англ. Eric Eustace Williams | 31 августа 1962 | 1 августа 1976 | Народное национальное движение |             | [ 10 ] [ 11 ] [ 12 ] |
| 2 (II—IV) | 1971    | Сэр Эрик Юстас Уильямс (1911—1981) англ. Eric Eustace Williams | 31 августа 1962 | 1 августа 1976 | Народное национальное движение |             | [ 10 ] [ 11 ] [ 12 ] |

## Премьер-министры (республика, с 1976)

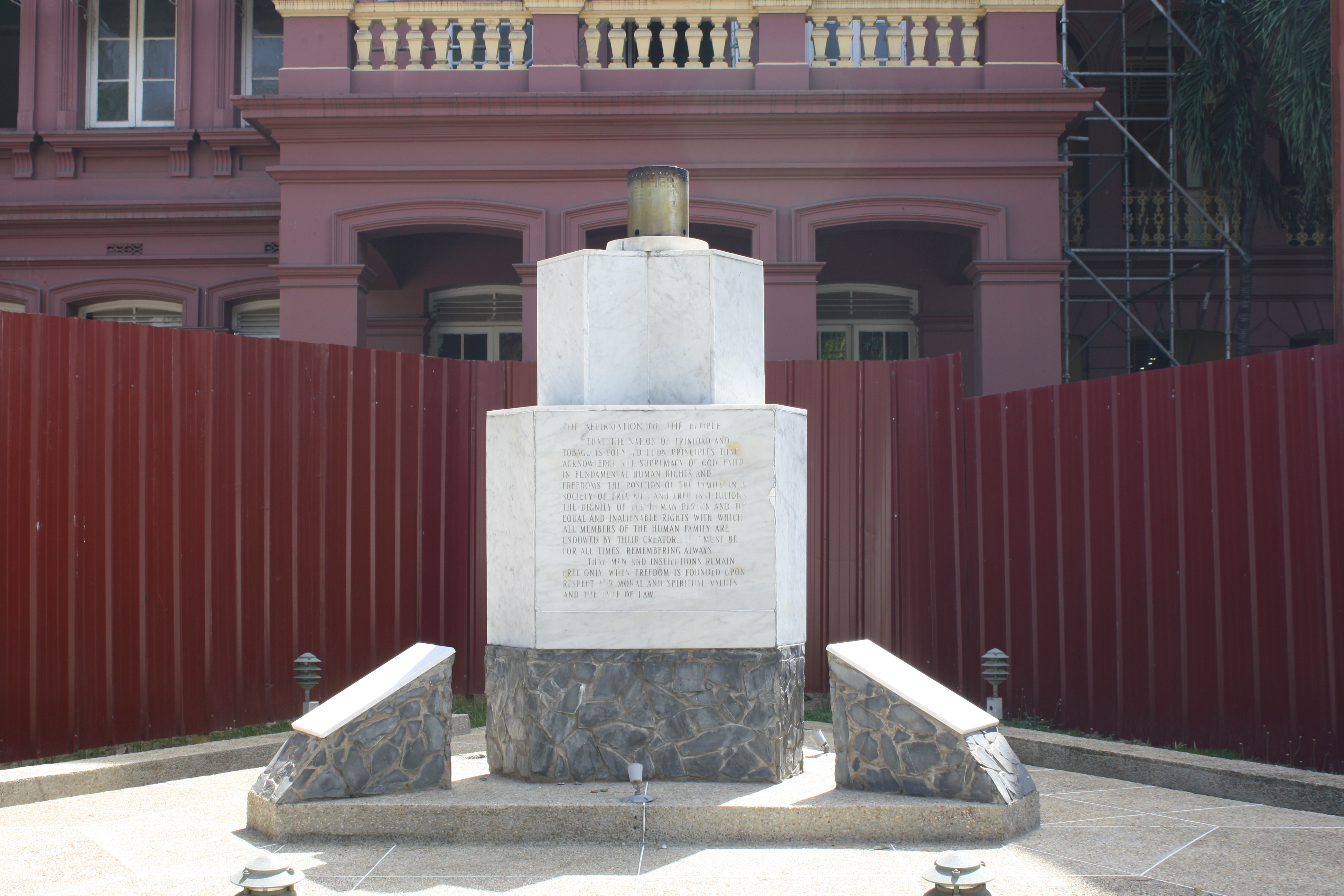
Мемориал у Красного дома

В результате конституционной реформы, изменившей форму правления с монархической на республиканскую, 1 августа 1976 года была провозглашена Республика Тринидад и Тобаго (англ. Republic of Trinidad and Tobago), правительство которой возглавил Премьер-министр Республики Тринидад и Тобаго (англ. Prime Minister of the Republic of Trinidad and Tobago). Последний генерал-губернатор Сэр Эллис Эммануэль Инносент Кларк был избран парламентом Президентом Республики Тринидад и Тобаго (официально — Президент и главнокомандующий Вооружёнными силами Республики Тринидад и Тобаго, англ. President and Commander-in-Chief of the Armed Forces of the Republic of Trinidad and Tobago), с прекращением полномочий Королевы Тринидада и Тобаго как главы государства, при этом полномочия кабинета министров в системе исполнительной власти, были сохранены.
Во время попытки государственного переворота, предпринятой радикальной исламистской группировкой Джамаат аль-Муслимин с 27 июля по 1 августа 1990 года премьер-министр Артур Наполеон Реймонд Робинсон находился в числе заложников, удерживаемых в захваченном террористами правительственном Красном доме.
|           | Портрет                            | Имя (годы жизни) | Полномочия      | Полномочия      | Партия                                                                                 | Выборы               | Пр.                  |
| Начало    | Портрет                            | Имя (годы жизни) | Окончание       |                 | Партия                                                                                 | Выборы               | Пр.                  |
| --------- | ---------------------------------- | --- | --------------- | --------------- | -------------------------------------------------------------------------------------- | -------------------- | -------------------- |
| 2 (IV—V)  |                                    | Сэр Эрик Юстас Уильямс (1911—1981) англ. Eric Eustace Williams                                                      | 1 августа 1976  | 29 марта 1981   | Народное национальное движение                                                         | [ комм. 1 ]          | [ 10 ] [ 11 ] [ 12 ] |
| 2 (IV—V)  | 1976                               | Сэр Эрик Юстас Уильямс (1911—1981) англ. Eric Eustace Williams                                                      | 1 августа 1976  | 29 марта 1981   | Народное национальное движение                                                         |                      | [ 10 ] [ 11 ] [ 12 ] |
| 3 (I—II)  |                                    | Джордж Майкл Чемберс (1928—1997) англ. George Michael Chambers                                                      | 30 марта 1981   | 18 декабря 1986 | Народное национальное движение                                                         | [ 21 ] [ 22 ] [ 23 ] |                      |
| 3 (I—II)  | 1981                               | Джордж Майкл Чемберс (1928—1997) англ. George Michael Chambers                                                      | 30 марта 1981   | 18 декабря 1986 | Народное национальное движение                                                         | [ 21 ] [ 22 ] [ 23 ] |                      |
| 4         |                                    | Артур Наполеон Реймонд Робинсон (1926—2014) англ. Arthur Napoleon Raymond Robinson                                  | 19 декабря 1986 | 17 декабря 1991 | Национальный альянс за реконструкцию                                                   | 1986                 | [ 24 ] [ 25 ] [ 26 ] |
| 5 (I)     |                                    | Патрик Огастус Мервин Маннинг (1946—2016) англ. Patrick Augustus Mervyn Manning                                     | 17 декабря 1991 | 9 ноября 1995   | Народное национальное движение                                                         | 1991                 | [ 27 ] [ 28 ] [ 29 ] |
| 6         |                                    | Басдео Пандай (1933—2024) англ. Basdeo Panday карибский хиндустани बसडेओ पाण्डेय                                        | 9 ноября 1995   | 24 декабря 2001 | Объединённый национальный конгресс в коалиции с Национальным альянсом за реконструкцию | 1995                 | [ 30 ] [ 31 ] [ 32 ] |
| 6         | Объединённый национальный конгресс | Басдео Пандай (1933—2024) англ. Basdeo Panday карибский хиндустани बसडेओ पाण्डेय                                        | 9 ноября 1995   | 24 декабря 2001 | 2000                                                                                   |                      | [ 30 ] [ 31 ] [ 32 ] |
| 5 (II—IV) |                                    | Патрик Огастус Мервин Маннинг (1946—2016) англ. Patrick Augustus Mervyn Manning                                     | 24 декабря 2001 | 26 мая 2010     | Народное национальное движение                                                         | 2001                 | [ 27 ] [ 28 ] [ 29 ] |
| 5 (II—IV) | 2002                               | Патрик Огастус Мервин Маннинг (1946—2016) англ. Patrick Augustus Mervyn Manning                                     | 24 декабря 2001 | 26 мая 2010     | Народное национальное движение                                                         |                      | [ 27 ] [ 28 ] [ 29 ] |
| 5 (II—IV) | 2007                               | Патрик Огастус Мервин Маннинг (1946—2016) англ. Patrick Augustus Mervyn Manning                                     | 24 декабря 2001 | 26 мая 2010     | Народное национальное движение                                                         |                      | [ 27 ] [ 28 ] [ 29 ] |
| 7 (I)     |                                    | Камла Персад-Биссессар (1952—) англ. Kamla Persad-Bissessar урожд. Камла Сушейла Персад англ. Kamla Susheila Persad | 26 мая 2010     | 9 сентября 2015 | Объединённый национальный конгресс в составе коалиции Ассоциация народа                | 2010                 | [ 33 ] [ 34 ] [ 35 ] |
| 8 (I—II)  |                                    | Кит Кристофер Роули (1949—) англ. Keith Christopher Rowley                                                          | 9 сентября 2015 | 17 марта 2025   | Народное национальное движение                                                         | 2015                 | [ 36 ] [ 37 ] [ 38 ] |
| 8 (I—II)  | 2020                               | Кит Кристофер Роули (1949—) англ. Keith Christopher Rowley                                                          | 9 сентября 2015 | 17 марта 2025   | Народное национальное движение                                                         |                      | [ 36 ] [ 37 ] [ 38 ] |
| 9         |                                    | Стюарт Ричард Янг (1975—) англ. Stuart Richard Young                                                                | 17 марта 2025   | 1 мая 2025      | Народное национальное движение                                                         | [ 39 ] [ 40 ]        |                      |
| 7 (II)    |                                    | Камла Персад-Биссессар (1952—) англ. Kamla Persad-Bissessar урожд. Камла Сушейла Персад англ. Kamla Susheila Persad | 1 мая 2025      | действующий     | Объединённый национальный конгресс в составе Коалиции интересов                        | 2025                 | [ 33 ] [ 34 ] [ 35 ] |